# 上河口站
上河口站位于辽宁省丹东市宽甸满族自治县长甸镇河口村，为凤上铁路终点站，跨过上河口鸭绿江铁路大桥与朝鲜平北线青水站相接。距离凤凰城站154公里，隶属中国铁路沈阳局集团管辖。
2015年，为配合凤上铁路改造，本站进行改造，上河口车站桃花园位于上河口站靠鸭绿江一侧，占地30余亩，投资500万元。
1950年，朝鮮战争爆发，铁路部门抢修凤上线灌水至上河口间75.6公里铁路，使之与朝鲜平北线接轨，并在鸭绿江边的上河口村修建本站。工程由铁道第五、第六工程队和辽南、辽北工程队设计修建。经过两个多月的紧张施工，12月中旬，灌水至上河口铁路建成通车。本站建筑面积103平方米，为木结构建筑，起脊房顶，覆盖灰陶瓦，内部有5个房间，设行车室、售票室、候车室、军代表室等。
1950年10月25日，中国人民志愿军从丹东，上河口，集安三处跨过鸭绿江，赴朝鲜作战。战争开始时，本站作为秘密通道，将志愿军和物质资源不断运往前线，将伤员转运回国内治疗。
1951年4月7日，丹东鸭绿江大桥遭到轰炸破坏，行车中断，本站承担了战争运输重担，战争期间共有21723辆车辆通过本站。
本站为电影《烽火列车》、电视剧《铁血大动脉》外景取景地。